# Jacques Lüthy
Jacques Lüthy (* 11. Juli 1959 in Charmey) ist ein ehemaliger Schweizer Skirennfahrer. Mit acht Podestplätzen und einer olympischen Bronzemedaille gehörte er Ende der 1970er und zu Beginn der 1980er Jahre zu den weltweit erfolgreichsten alpinen Skifahrern in den Disziplinen Riesenslalom und Slalom.

## Biografie
Am 9. Dezember 1978 nahm Lüthy erstmals an einem Weltcup-Rennen teil, den Riesenslalom in Schladming beendete er dabei als Zehnter. Etwas mehr als einen Monat später, am 16. Januar 1979, folgte der erste Podestplatz, als er beim Riesenslalom am Chuenisbärgli in Adelboden den dritten Platz belegte. Mit weiteren guten Platzierungen konnte er sich in der Weltspitze etablieren.
Seine erfolgreichste Saison hatte Lüthy 1979/80. Mit insgesamt vier Podestplätzen erreichte er in der Riesenslalom-Disziplinenwertung den dritten Platz hinter Ingemar Stenmark und Hans Enn; zu einem Sieg reichte es jedoch nie. Bei den Olympischen Winterspielen 1980 in Lake Placid konnte er mit dem Gewinn der Slalom-Bronzemedaille den grössten Erfolg seiner Karriere feiern (dieses Rennen wurde auch als Weltmeisterschaft gewertet).
In den folgenden Jahren klassierte sich Lüthy mehrmals in den Punkterängen, doch weitere Podestplätze konnte er nur 1983 herausfahren. Im Frühjahr 1985 bestritt er seine letzten Weltcuprennen. 1986 nahm er nochmals an den Schweizer Meisterschaften teil, gewann den Slalom und trat danach endgültig zurück.
Nach seiner sportlichen Laufbahn betrieb er in seinem Geburtsort Charmey ein Sportgeschäft. 2021 wurde bei ihm eine Demenzerkrankung diagnostiziert.

## Erfolge

### Olympische Spiele
- Lake Placid 1980: 3. Slalom, 5. Riesenslalom

### Weltmeisterschaften
- Lake Placid 1980: 3. Slalom, 5. Riesenslalom

### Weltcup
- Saison 1978/79: 5. Riesenslalom-Weltcup
- Saison 1979/80: 6. Gesamtweltcup, 3. Riesenslalom-Weltcup, 7. Slalom-Weltcup
- Saison 1980/81: 7. Kombinations-Weltcup, 8. Riesenslalom-Weltcup
- 8 Podestplätze (6 im Riesenslalom, 2 im Slalom)

### Weitere Erfolge
- 5 Schweizer Meistertitel (Kombination 1979; Slalom 1982/83 und 1985/86)